# 1101

## Události
- založen benediktinský klášter Třebíč[1]

## Narození
- ? – Štěpán II. Uherský, uherský, chorvatský a dalmatský král († 3. dubna 1131)
- ? – Jindřich z Winchesteru, biskup z Winchesteru, bratr anglického krále Štěpána († 8. srpna 1171)
- ? – Vilém I. Flanderský, flanderský hrabě, vnuk Viléma Dobyvatele († 28. července 1128)
- ? – Fudžiwara no Tamako, japonská císařovna choť († 10. září 1145)

## Úmrtí
- 24. dubna – Vseslav Polocký, nejslavnější panovník Polocka a vládce Kyjevské Rusy (* asi 1039)
- 22. června – Roger I., první sicilský hrabě (* 1031)
- 27. července – Konrád Francký, panovník Svaté říše římské (* 12. února 1074)
- 24. srpna – Su Š’, politik, básník, esejista a kaligraf čínské říše Sung (* 8. ledna 1037)
- 18. října – Hugo I. z Vermandois, francouzský křižácký vojevůdce (* 1053)
- 15. listopadu – Elvíra z Tora, leónská princezna (* 1038 nebo 1039)

## Hlavy států
- České knížectví – Bořivoj II.
- Svatá říše římská – Jindřich IV.
- Papež – Paschalis II.
- Anglické království – Jindřich I. Anglický
- Francouzské království – Filip I.
- Polské knížectví – Vladislav I. Herman
- Uherské království – Koloman
- Byzantská říše – Alexios I. Komnenos
- Jeruzalémské království – Balduin I.